# Badische I c (alt)
Die Fahrzeuge der Gattung I c, ab 1868 Gattung II a alt, der Großherzoglich Badischen Staatseisenbahnen waren badische Dampflokomotiven mit der Achsfolge 2A.
Für die ab 1853 eingeführten Schnellzugverbindungen benötigte man die entsprechenden Lokomotiven. Man griff auf die bewährte Konstruktion der Bauart Crampton zurück. In den Hauptwerkstätten Karlsruhe fertigte man unter Verwendung von Teilen von Lokomotiven der Gattung I a (Laufachsen, Armaturen, Namensschilder, Tender) diese Maschinen. Die Lokomotiven erfüllten die in sie gestellten Erwartungen. Zuerst erfolgt der Einsatz auf den Strecken Freiburg – Basel und Mannheim – Karlsruhe. Als die Zuglasten stiegen und die Reibungsmasse nicht mehr für die Zugförderung ausreichte, wurden die Maschinen ab 1861 auf der Strecke über Kehl nach Straßburg eingesetzt. Die MANNHEIM diente noch 1895 als Dampfspender in der Hauptwerkstätte Karlsruhe.
Die Maschinen besaßen einen außen liegenden Füllrahmen. Der Crampton-Kessel hatte drei Schüsse. Auf dem letzten Schuss saß ein hoher Dom mit zwei Ventilen. Beim  Zweizylinder-Nassdampftriebwerk waren die Zylinder außen waagerecht angeordnet. Eingesetzt wurde eine Stephenson-Steuerung. Zum Schutz des Personals war ein einfaches Führerhaus mit kurzen hölzernen Seitenwänden angebracht.